# Misha'al Fahd al Saud
Misha'al bint Fahd al Saud (1958 - 15 de julio de 1977; en árabe: الأميرة مشاعل بنت فهد بن محمد بن عبدالعزيز آل سعود ) fue una princesa de Arabia Saudita ejecutada por presunto adulterio, aunque también hay quienes afirman que fue asesinada de manera ilegal, en 1977, a la edad de 19 años. Misha'al era nieta del príncipe Muhammad bin Abdulaziz, hermano mayor del entonces rey de Arabia Saudita, Khalid bin Abdulaziz.

## Historia

### Acusación y juicio
Atendiendo a su pedido, Misha'al fue enviada por su familia a Líbano para cursar estudios. Allí, se enamoró de Khaled al-Sha'er Mulhallal, sobrino del embajador saudí en el Líbano y comenzaron un romance. Cuando, a su regreso a Arabia Saudita, se supo que habían conspirado para reunirse a solas en varias ocasiones, se los acusó de adulterio. Después de intentar simular que había muerto ahogada y luego ser atrapada con Khalid tratando de escapar de Arabia Saudita con ella disfrazada de hombre, al ser reconocida en el control de pasaportes en el aeropuerto de Jeddah, fue devuelta a su familia. Según la ley islámica, una persona solo puede ser declarada culpable de adulterio por el testimonio de cuatro testigos varones adultos que hayan presenciado la penetración sexual, o por su propia admisión de culpa, diciendo tres veces ante el tribunal "he cometido adulterio". No hubo testigos. Según los dichos de su familia ellos la instaron a que no confesase, y en cambio simplemente prometiera que nunca más iba a volver a ver a su amante. Pero siempre según ese relato, frente a la sala del tribunal, ella repitió su confesión: "He cometido adulterio, he cometido adulterio, he cometido adulterio..."

## Ejecución
El 15 de julio de 1977, ambos fueron ejecutados públicamente en Jeddah, en el parque ubicado en las proximidades del Edificio de la Reina. A pesar de su estatus real, le vendaron los ojos, se la hizo arrodillar, y fue ejecutada de un tiro de acuerdo a las instrucciones explícitas de su abuelo, un importante miembro de la familia real, por la supuesta deshonra que trajo al clan real y desafiar una orden real que le indicaba que debía contraer matrimonio con un hombre elegido por la familia. Khaled, después de haber sido obligado a presenciar la ejecución de Misha'al, fue decapitado con una espada por, se cree, uno de los parientes varones de la princesa. Fueron precisos cinco golpes para separar su cabeza del cuello. Ambas ejecuciones se llevaron a cabo cerca del palacio real en Jeddah, no en la plaza de ejecución pública. Es de notar lo extraño del método elegido para terminar con la vida de la princesa, ya que según la ley islámica los adúlteros deben ser lapidados.
Tras la ejecución la segregación de las mujeres en Arabia Saudita se hizo más grave y la policía religiosa también comenzó a patrullar por bazares, centros comerciales, y cualquier otro lugar donde los hombres y las mujeres podrían encontrarse. Cuando se le preguntó luego al príncipe Muhammad si las dos muertes era necesarias, dijo, "Para mí fue suficiente que estaban en la misma habitación".

## Controversia
Antony Thomas, un británico productor de cine independiente llegó a Arabia Saudita, entrevistó a numerosas personas investigando la historia de la princesa, y se encontró con historias contradictorias, que más tarde convirtió en el tema del documental británico, "La muerte de una princesa". La película fue programada para ser exhibida el 9 de abril de 1980, por la cadena ITV de la televisión británica y un mes más tarde por la cadena de televisión pública PBS en los Estados Unidos. Ambas emisiones causaron fuertes protestas y una gran presión diplomática, económica y política por parte de los saudíes. Al no poder conseguir que se cancelara la difusión en Gran Bretaña, el Rey Khalid expulsó al embajador británico en Arabia Saudita.
En mayo de 1980, la atención se desplazó a la PBS, allí los directivos de la cadena sufrieron durante un mes la creciente presión de las corporaciones y los políticos saudíes. Uno de los principales patrocinadores de PBS, Mobil Oil Corporation, sacó un anuncio a toda página en la página central del New York Times declarando su oposición a la película y que la misma amenazaba las relaciones EE. UU.-Arabia Saudita. Finalmente los funcionarios de PBS optaron por no continuar con la emisión, y en cambio emitir dos programas, uno fue una discusión pro-saudí de la película, y el segundo emitido a principios de junio, presenta un retrato halagador sobre el papel de las mujeres en la cultura saudí.
Se dijo que el Rey Khalid de Arabia Saudita, había ofrecido US $ 11 millones a la empresa de televisión para eliminar la película.
De acuerdo con Antony Thomas, no hubo juicio ni tampoco una ejecución oficial.

No fue un juicio. Ella ni siquiera fue ejecutada en la Plaza de la Justicia. Fue ejecutada en un aparcamiento. Yo he presenciado ejecuciones en Arabia Saudita, por lo que sé de sus preparativos. Siempre se realizan en una plaza especial. Ni siquiera esto se realizó en este caso. La ejecución no la hizo un verdugo oficial, aunque eso no la haría ni mejor ni peor. Pero son todos elementos que indican que no se siguió el proceso según la ley.

Su muerte y los eventos que llevaron a ella, inspiraron la película "La muerte de una princesa" (1980):

La diferencia entre la versión oficial, en la que la joven es ejecutada porque fue encontrada culpable de adulterio, y la verdad de lo que pasó es que ella fue, de hecho, ejecutada por el hermano mayor del rey en un acto de venganza tribal en un estacionamiento en Jeddah, esto fue, el centro de la polémica porque esa era la parte que, por supuesto, la familia real no podía tolerar. Y esa fue la causa de la gran indignación.
David Fanning, coguionista y productor ejecutivo de "La muerte de una princesa"